# Gunnar Sommerfeldt
Gunnar Sommerfeldt (4 de septiembre de 1890 – 30 de agosto de 1947) fue un actor y cineasta danés.
En 1919 dirigió Saga Borgarættarinnar, el primer largometraje filmado en Islandia. Sommerfeldt también escribió el guion, basado en la novela de Gunnar Gunnarsson con el mismo nombre. Realizó su última película en 1921, una adaptación de una novela de Knut Hamsun (Growth of the Soil) , que recibió el premio Nobel de Literatura el año anterior.

## Filmografía

### Actor
- Markens grøde - Geissler, lensmannen (1921)
- Borgslægtens historie - Ketill aka Gæst (1919) (Islandia)
- Lykkens galoscher (1921)
- Rytterstatuen - Barón v. Nobel (1919)
- Gillekop (1919)
- Hotel Paradis (1917)
- Synd skal sones (1917)
- Fyrstindens skæbne - Alf Hardy (1916)
- Lotteriseddel Nº 22152 - Belling, Detective (1916)
- Pro Patria (1916)
- Kærlighed og Mobilisering (1915) - Grev Heinrich von Borgh
- Nattens gaade (1915)

### Director
- Saga Borgarættarinnar (1919)
- Markens grøde (1921)
- Borgslægtens historie (1921)
- Lykkens galoscher (1921)
- Lykkens Pamfilius (1917)

### Escritor
- Markens grøde (1921)
- Lykkens galoscher (1921